# Daniela Kix
Daniela Kix (* 11. November 1984 in Stockerau) ist eine ehemalige österreichische Tennisspielerin.

## Karriere
Daniela Kix spielte von 2000 bis 2006 auf der WTA Tour. Ihre höchste Platzierung in der Tenniseinzel-Weltrangliste erreichte sie am 15. Mai 2006 mit Rang 190. Kix konnte auf der WTA Tour keinen Erfolg für sich verbuchen. Auf der ITF-Ebene siegte sie bei drei Einzel- und zwei Doppelkonkurrenzen.
Die Niederösterreicherin spielte 2004 ein einziges Mal für Österreich im Fed Cup, musste sich jedoch der Russin Swetlana Kusnezowa mit 1:6, 1:6 geschlagen geben.

## Erfolge

### Einzel

#### Turniersiege
| Nr. | Datum           | Turnier  | Kategorie   | Belag     | Finalgegnerin         | Ergebnis      |
| --- | --------------- | -------- | ----------- | --------- | --------------------- | ------------- |
| 1.  | 25. August 2002 | Enschede | ITF $10.000 | Sand      | Dimana Krastevitch    | 6:2, 7:5      |
| 2.  | 10. August 2003 | Gdynia   | ITF $10.000 | Sand      | Kateryna Bondarenko   | 5:7, 7:5, 6:3 |
| 3.  | 28. Mai 2005    | Shanghai | ITF $25.000 | Hartplatz | Suchanun Viratprasert | 7:66, 6:3     |

### Doppel

#### Turniersiege
| Nr. | Datum           | Turnier  | Kategorie   | Belag             | Partnerin    | Finalgegnerinnen                   | Ergebnis |
| --- | --------------- | -------- | ----------- | ----------------- | ------------ | ---------------------------------- | -------- |
| 1.  | 25. August 2002 | Enschede | ITF $10.000 | Sand              | Annette Kolb | Dimana Krastevitch Aurélie Védy    | 6:1, 7:5 |
| 2.  | 9. Oktober 2005 | Bolton   | ITF $25.000 | Hartplatz (Halle) | Neuza Silva  | Veronika Chvojková Claire Peterzan | 6:0, 6:2 |

## Weltranglistenpositionen am Saisonende
| Jahr   | 2000 | 2001 | 2002 | 2003 | 2004 | 2005 | 2006 |
| ------ | ---- | ---- | ---- | ---- | ---- | ---- | ---- |
| Einzel | 915  | 590  | 468  | 429  | 358  | 272  | 247  |
| Doppel | —    | —    | 713  | 766  | 341  | 413  | —    |